# Новомиколаївська сільська рада (Шевченківський район)
Новомикола́ївська сільська́ ра́да — адміністративно-територіальна одиниця та орган місцевого самоврядування в Шевченківському районі Харківської області. Адміністративний центр — село Новомиколаївка.

## Загальні відомості
Новомиколаївська сільська рада утворена в 1920 році.
- Територія ради: 63,13 км²
- Населення ради: 882 особи (станом на 2001 рік)
- Територією ради протікає річка Гусинка.

## Населені пункти
Сільській раді підпорядковані населені пункти:
- с. Новомиколаївка

## Склад ради
Рада складається з 12 депутатів та голови.
- Голова ради: Бурлака Валерій Олександрович
- Секретар ради: Бурлака Наталія Віталіївна

### Керівний склад попередніх скликань
| Прізвище, ім'я, по батькові   | Основні відомості                                                         | Дата обрання | Дата звільнення |
| ----------------------------- | ------------------------------------------------------------------------- | ------------ | --------------- |
| Лабуз Ольга Миколаївна        | Сільський голова, 1965 року народження, член Комуністичної партії України | 26.03.2006   | 31.10.2010      |
| Бурлака Валерій Олександрович | Сільський голова, 1964 року народження, освіта вища, безпартійний         | 31.10.2010   |                 |

Примітка: таблиця складена за даними сайту Верховної Ради України

### Депутати
За результатами місцевих виборів 2010 року депутатами ради стали:

#### За суб'єктами висування
| Суб'єкт висування                                       | Кількість обраних депутатів | %    |
| ------------------------------------------------------- | --------------------------- | ---- |
| Самовисування                                           | 8                           | 66,7 |
| Партія регіонів                                         | 3                           | 25   |
| Політична партія Всеукраїнське об'єднання «Батьківщина» | 1                           | 8,3  |

#### За округами
| № округу                                                | Прізвище, ім'я, по батькові  | Дата визнання обраним | Освіта             | Партійна приналежність                        | Відомості про обраного депутата                                        |
| ------------------------------------------------------- | ---------------------------- | --------------------- | ------------------ | --------------------------------------------- | ---------------------------------------------------------------------- |
| Партія регіонів                                         |                              |                       |                    |                                               |                                                                        |
| 1                                                       | Аршава Володимир Дмитрович   | 02.11.2010            | вища               | позапартійний                                 | Новомиколаївська загальноосвітня школа, вчитель                        |
| 7                                                       | Мусіяка Світлана Яківна      | 02.11.2010            | вища               | позапартійна                                  | Новомиколаъвська амбулаторія, сімейний лікар                           |
| 10                                                      | Гожа Ольга Василівна         | 02.11.2010            | середня спеціальна | позапартійна                                  | Новомиколаъвська амбулаторія, медична сестра                           |
| Політична партія Всеукраїнське об'єднання «Батьківщина» |                              |                       |                    |                                               |                                                                        |
| 8                                                       | Осика Світлана Іванівна      | 02.11.2010            | вища               | член Всеукраїнського об'єднання «Батьківщина» | ТОВ «Укрзернопром -Шевченкове», бухгалтер                              |
| Самовисування                                           |                              |                       |                    |                                               |                                                                        |
| 2                                                       | Бурлака Наталія Віталіївна   | 02.11.2010            | вища               | позапартійна                                  | Новомиколаївська сільська рада, секретар виконкому                     |
| 3                                                       | Бурлака Алла Вікторівна      | 02.11.2010            | середня            | член Партії регіонів                          | Новомиколаївське відділення поштового зв'язку, листоноша               |
| 4                                                       | Збицька Галина Іванівна      | 02.11.2010            | вища               | позапартійна                                  | Новомиколаївська сільська рада, головний бухгалтер                     |
| 5                                                       | Корх Світлана Борисівна      | 05.11.2010            | середня спеціальна | позапартійна                                  | Новомиколаївська сільська бібліотека, завідувачка сільської бібліотеки |
| 6                                                       | Мітіна Тетяна Олександрівна  | 06.11.2010            | вища               | позапартійна                                  | ТОВ «Укрзернопром -Шевченкове», заступник директора                    |
| 9                                                       | Хрипко Марина Петрівна       | 06.11.2010            | середня спеціальна | позапартійна                                  | ЧП «Хрипко», підприємець                                               |
| 11                                                      | Кулієва Тетяна Володимирівна | 06.11.2010            | середня спеціальна | позапартійна                                  | Новомиколаївська сільська рада, землевпорядник                         |
| 12                                                      | Пчельнік Наталія Тікушівна   | 02.11.2010            | середня спеціальна | позапартійна                                  | Новомиколаївське ДЗН «Джерельце», вихователь                           |